# Charles Palmer-Tomkinson
Charles Anthony Palmer-Tomkinson (* 4. Juli 1940 in Twyford) ist ein britischer Großgrundbesitzer, Philanthrop und ehemaliger Skirennläufer.

## Sportliche Karriere
Palmer-Tomkinson nahm 1964 als Skirennläufer an den Olympischen Winterspielen in Innsbruck teil, welche zugleich als Weltmeisterschaften gewertet wurden. In der Abfahrt belegte er den 56. Platz, im Riesenslalom wurde er disqualifiziert. Danach ist er nicht mehr als Rennläufer in Erscheinung getreten.
Später fungierte Palmer-Tomkinson unter anderem als persönlicher Skilehrer von Charles III., während dessen Skiurlaube in Klosters.

## Grundbesitz
Charles Palmer-Tomkinson besitzt große Ländereien in Leicestershire, vor allem in den Ortschaften Birstall und Wanlip. In den frühen 200ern verkaufte er zahlreiche Grundstücke für den Bau von öffentlichen Einrichtungen. Zu seinem Besitz zählt des Weiteren das knapp 5 km2 große Anwesen Drummer Grange.

## Privates
Palmer-Tomikson stammte aus einer bekannten Familie. Sein Großvater James Edward war um die Jahrhundertwende ein bekannter Cricketspieler. Sein Urgroßvater James war Politiker der Liberal Party, sein Ururgroßvater William Tomkinson ein bekannter Offizier während des Sommerfeldzugs von 1815.
Sein Vater James sowie sein Bruder Jeremy Palmer-Tomkinson nahmen ebenfalls als Skirennläufer bzw. Rennrodler an Olympischen Winterspielen teil. Die Schriftstellerin Santa Montefiore ist seine Tochter, genauso wie das It-Girl Tara Palmer-Tomkinson.

## Sportliche Erfolge

### Olympische Winterspiele
- Innsbruck 1964: 56. Abfahrt, DSQ Riesenslalom

### Weltmeisterschaften
- Innsbruck 1964: 56. Abfahrt, DSQ Riesenslalom